# Měděná štola
Měděná štola se nachází na Příčném vrchu 1,5 km jižně od Zlatých Hor v okrese Jeseník. Ministerstvem kultury České republiky byla v roce 1994 prohlášena kulturní památkou ČR. Měděná štola je součástí Zlatohorské hornické naučné stezky.

## Historie
Těžba byla pravděpodobně zahájena štolou Johann (St. Johannes, Jan), která je součástí Měděné štoly, už ve středověku. V roce 1878 Měděná štola nesla název Fanny (St. Franziska). Na obou štolách se těžily měděnné rudy, především chalkopyrit. Těžba byla prováděna ústupkovou šachticí a později štolou. Z důležitých nálezů jsou důlní pražce a část vozíku k vyvážení rud, tyto fragmenty jsou uloženy v muzeu ve Zlatých Horách. Štola je dlouhá asi 160 m, po 90 m se větví.
Nově zrekonstruovaná štola vede v původním terénním zářezu. Pokračuje svahovými sutěmi do poměrně pevných hornin. Chodby jsou vyztuženy dřevěnou výztuží.